# Império do Divino Espírito Santo das Pedras Brancas
O Império do Divino Espírito Santo das Pedras Brancas é um Império do Espírito Santo português que se localiza na aldeia das Pedras Brancas na freguesia açoriana de Luz, concelho de Santa Cruz da Graciosa, ilha Graciosa, Açores.
Este Império encontra-se ligado a devoção do culto do Espírito Santo por parte dos habitantes das Pedras Brancas.